# Compsodecta
Genre
Synonymes
- Paradecta Bryant, 1950

Compsodecta est un genre d'araignées aranéomorphes de la famille des Salticidae.

## Distribution
Les espèces de ce genre sont endémiques des Antilles. Elles rencontrent en Jamaïque et à Hispaniola

## Liste des espèces
Selon World Spider Catalog (version 18.0, 25/03/2017) :
- Compsodecta darlingtoni (Bryant, 1950)
- Compsodecta defloccata (Peckham & Peckham, 1901)
- Compsodecta festiva (Bryant, 1950)
- Compsodecta gratiosa (Bryant, 1950)
- Compsodecta grisea (Peckham & Peckham, 1901)
- Compsodecta haytiensis (Banks, 1903)
- Compsodecta peckhami Bryant, 1943
- Compsodecta valida (Bryant, 1950)

## Publication originale
- Simon, 1903 : Histoire naturelle des araignées. Paris, vol. 2, p. 669-1080 (texte intégral).